# Пйотр Опалінський (воєвода ленчицький)
Пйотр Опалінський (пол. Piotr Opaliński; 1640 — 12 вересня 1691) — державний діяч, урядник Королівства Польського в Речі Посполитій.

## Життєпис
Походив з польського магнатського роду Опалінських гербу Лодзя. Молодший син Яна Пйотра Опалінського, підляського воєводи, і Катерини Лещинської. Народився у 1640 році.
У 1665 році за домовленістю зі старшим братом Яном став отримувати щорічно 10 тис. польських злотих за оренду Яном Опалінським та його дружиною староства мендзижецького. 1668 року одружився з представницею іншої гілки Опалінських. Водночас після смерті брата розділив з братом усі родинні землі.
1671 року продав братові Яну Радлін за 180 тис. злотих. Стає послом від срьомського повіту на сеймік Познанського воєводства. У 1676 році стає послом (делегатом) від Каліського воєводства на коронаційний сейм. Того ж року помирає дружина Пйотра Опалінського. 1678 року отримав від брата староство мендзижецьке. Водночас одружується вдруге. У 1679 році стає воєводою ленчицьким.
У 1680 році обирається маршалком Коронного Трибуналу. 1684 році після смерті брата Яна призначається на його посаду — генерального старости великопольського. Помер у 1691 році.

## Родина
1. Дружина — Людовіка Марія, донька Кшиштофа Опалінського, воєводи познанського.
Діти:
- Адам Антоній (1672—1695)

2. Дружина — Катерина, донька Анджея Пшиємського, хорунжого касіського.
Діти:
- Людвіка (1684—1719), дружина Яна Казимира Сапеги